# Библиограф (журнал, 1884—1914)
«Библиограф» — журнал, издававшийся в Российской империи в 1884—1914 годах.
Периодическое печатное издание «Библиограф» выходило, начиная с 1884 года, под редакцией известного русского библиографа и книговеда Николая Михайловича Лисовского в столице Российской империи городе Санкт-Петербурге, при участии многих лиц, интересующихся библиографией.
В первом отделе журнала помещаются историко-литературные и библиографические материалы, а также разборы новых книг; во втором — каталог новых книг, указатель статей в периодических изданиях, Rossica и правительственные распоряжения по делам печати.
Первым издателем русскоязычного журнала «Библиограф» была Эмилия Фёдоровна Лисовская (супруга редактора), а одной из наиболее деятельных сотрудниц являлась Александра Ивановна Лисовская.
В 1869 году, в Санкт-Петербурге издавался одноимённый журнал, однако, кроме названия и места прописки эти издания больше ничего не связывает.
Журнал сыграл значительную роль в развитии библиографической периодики России.